# Chiesa di Sant'Antonio da Padova alla Trappola
La chiesa di Sant'Antonio da Padova alla Trappola, nota anche come chiesa di San Giovanni Battista alla Trappola, era un edificio religioso situato presso la fortificazione costiera della torre della Trappola, nel territorio comunale di Grosseto. La ricorrenza delle due denominazioni era dovuta alla presenza di una cappella interna dedicata a sant'Antonio da Padova che era prevalente quanto la denominazione ufficiale che richiamava la memoria di san Giovanni Battista.
La chiesa fu costruita quasi sicuramente in epoca tardorinascimentale accanto alla torre di avvistamento. In base da alcune raffigurazioni, l'edificio religioso si presentava ad aula unica, con tetto a capanna e facciata preceduta da un portico a tre ordini con arcate tonde. Il portale d'ingresso si apriva nella parte centrale della facciata propriamente detta che, nella parte centrale superiore al di sopra del tetto del portico, si caratterizzava per la presenza di un rosone circolare. Dalla parte laterale sinistra del tetto della chiesa si elevava un campanile a vela.
L'edificio religioso rimase attivo almeno fino al tardo Settecento; successivamente fu rimpiazzato dalla chiesa di San Carlo Borromeo presso la Fattoria di Principina, venendo prima sconsacrato ed in seguito demolito.